# Лагуна-Карапан
Лагуна-Карапан (порт. Laguna Carapã) — муниципалитет в Бразилии, входит в штат Мату-Гросу-ду-Сул. Составная часть мезорегиона Юго-запад штата Мату-Гроссу-ду-Сул. Входит в экономико-статистический микрорегион Дорадус. Население составляет 6190 человек на 2006 год. Занимает площадь 1733,845 км². Плотность населения — 3,6 чел./км².
Праздник города — 22 апреля.

## История
Город основан 22 апреля 1992 года. 

## Статистика
- Валовой внутренний продукт на 2003 год составляет 135 025 166,00 реалов (данные: Бразильский институт географии и статистики).
- Валовой внутренний продукт на душу населения на 2003 год составляет 22 932,26 реала (данные: Бразильский институт географии и статистики).
- Индекс развития человеческого потенциала на 2000 год составляет 0,752 (данные: Программа развития ООН).